# Astma
Astma (od grčkog ἅσθμα, ásthma, "zaduha")  je učestala kronična upalna bolest dišnih puteva obilježena raznolikim i recidivirajućim simptomima, reverzibilnom opstrukcijom dišnih putova i bronhospazmom. Najčešći simptomi su zviždanje, kašljanje, osjećaj pritiska u prsima i kratkoća daha.
Smatra se kako je astma uzrokovana kombinacijom genetskih i okolišnih čimbenika. Dijagnoza se obično zasniva na simptomima, odgovoru na liječenje i spirometriji. Astma se klasificira po ozbiljnosti kliničke slike na temelju učestalosti pojave simptoma, forsiranog i ekspiracijskog volumena u prvoj sekundi (FEV1)  I  vrhunac ekspiratornog volumena. Astma se također može podijeliti na atopičnu (ekstrinzičnu) i neatopičnu (intrinzičnu) kad se pod pojmom atopija podrazumijeva sklonost razvoju reakciji preosjetljivosti tipa 1.
Akutni se simptomi obično liječe udisanjem beta2-adrenergičnih agonista kratkotrajnog djelovanja (poput salbutamola) i peroralnom primjenom kortikosteroida. U vrlo teškim slučajevima može biti potrebna intravenska primjena kortikosteroida, magnezijeva sulfata i bolničko liječenje. Simptome se može spriječiti izbjegavanjem poznatih “okidača”, kao što su alergeni i iritansi, te primjenom inhalacijskih kortikosteroida. Ako je simptome astme teško nadzirati, osim inhalacijskih kortikosteroida mogu se primijeniti beta agonisti dugotrajnog djelovanja (LABA) ili antagonist leukotriena. Prevalencija astme se od 1970-ih godina značajno povećala. Godine 2011. od nje je širom svijeta bolovalo 235–300 milijuna ljudi, u što je uključeno i oko 250 000 smrtnih slučajeva.

## Znakovi i simptomi
Astma je obilježena recidivirajućim napadima zviždanja, kratkoće daha, pritiska u prsima i kašlja. Može doći do stvaranja iskašljaja,  no najčešće iskašljavanjem ne dolazi do izbacivanja nikakvog sadržaja. Iskašljaj se može pojaviti tijekom razdoblja oporavka od napada, i tada je sličan gnoju jer sadrži mnoštvo leukocita eozinofila. Simptomi se obično pogoršavaju po noći i u ranim jutarnjim satima, ili nakon tjelovježbe ili izlaganja hladnom zraku. U nekih bolesnika s astmom simptomi su rijetkost i obično se javljaju nakon izlaganja okidačima, dok drugi bolesnici mogu imati izražene i trajne simptome.

### Povezana stanja
Kod bolesnika s astmom se, u usporedbi s ljudima koji od nje ne boluju, češće pojavljuje niz drugih poremećaja kao što je: gastroezofagealna refluksna bolest (GERB), rinosinusitis i opstruktivna apnea u snu. Također su u njih učestaliji i psihološki poremećaji, primjerice anksiozni poremećaji koji se pojavljuju u 16–52% i poremećaji raspoloženja koji se pojavljuju u 14–41% bolesnika s astmom. Međutim nije poznato da li je astma ta koja uzrokuje psihološke tegobe ili oni pak dovode do astme.

## Uzroci
Astma je uzrokovana kombinacijom složenih i nepotpuno razjašnjenih okolišnih i genetskih međudjelovanja. Ovi čimbenici utječu i na težinu bolesti i na odgovor na liječenje. Smatra se kako je nedavno povećanje učestalosti astme uzrokovano promjenama epigenetskih čimbenika (nasljednih čimbenika koji nisu povezani sa strukturom DNK) i promjenama u životnom okruženju.

### Okolišni čimbenici
S razvojem i egzacerbacijama astme povezivani su mnogi okolišni čimbenici u koje spadaju alergeni, zagađenje zraka i razne kemijske tvari iz okoliša.Pušenje u trudnoći i nakon porođaja povezano je s povećanom opasnošću od simptoma nalik na astmu. S razvojem i izraženošću astme povezivani su i niski indeks kvalitete zraka zbog zagađenja prometom ili visokih razina ozona. Izlaganje hlapljivim organskim spojevima u zatvorenom prostoru može biti okidač za pojavu astme; ova je povezanost dokazana za, primjerice, udisanje formaldehida, a s astmom u djece i odraslih također su povezani i ftalati u PVCu, kao i izlaganje visokim razinama endotoksina.

Astma je povezana s izlaganjem alergenima u zatvorenom prostoru, od kojih su najčešći u zatvorenim prostorima grinje, žohari, perut životinja i plijesni. Nastojanja da se smanji količina grinja u kućnoj prašini su se pokazala neučinkovitima u smanjenju astmatskih napada. Neke virusne dišne infekcije kao: respiratoni sincicijski virus i rinovirusi mogu povećati opasnost od razvoja astme, ako do njih dođe u ranom djetinjstvu. Međutim, infekcija nekim drugim uzročnicima može smanjiti opasnost od razvoja astme.

#### Higijenska hipoteza
Higijenska hipoteza je teorija kojom se povećanje učestalosti astme širom svijeta pokušava objasniti neposrednim i nenamjernim učinkom smanjenog izlaganja neinfekcioznim bakterijama i virusima tijekom djetinjstva. Pretpostavljeno je da je smanjeno izlaganje bakterijama i virusima djelomice posljedica čistoće i smanjenja broja članova obitelji u modernom društvu. Dokazi koji podupiru higijensku hipotezu su niža učestalost astme na seoskim domaćinstvima i u kućanstvima s kućnim ljubimcima.
S razvojem astme povezivano je i liječenje antibioticima u ranom djetinjstvu. Porođaj carskim rezom je povezan s povećanom opasnošću (procijenjenom na 20–80%) od astme; ona se pripisuje izostanku kolonizacije crijeva novorođenčeta potrebnim bezopasnim bakterijama, a do koje dolazi za vrijeme prolaska djeteta kroz porođajni kanal. Također postoji povezanost između astme i bogatstva.

### Genetski čimbenici
| razine endotoksina | CC genotip   | TT genotip   |
| ------------------ | ------------ | ------------ |
| visoka izloženost  | niski rizik  | visoki rizik |
| niska izloženost   | visoki rizik | niski rizik  |

Obiteljska anamneza je čimbenik rizika za razvoj astme, a u nju su upleteni mnogi različiti geni. U slučaju obolijevanja jednog od jednojajčanih blizanaca, vjerojatnost da će od astme oboljeti i drugi iznosi oko 25%. Do kraja 2005. godine, s pojavom astme se, u šest ili više nevezanih populacija uspjelo povezati 25 gena uključujući između ostalih:GSTM1, IL10,CTLA-4, SPINK5,LTC4S, IL4R i ADAM33. Mnogi od tih gena su povezani s imunosnim sustavom ili podešavanjem upalnog odgovora. Čak se i za taj niz gena, čiju su upletenost potvrdila ponavljana istraživanja, među svim istraživanim populacijama rezultati nisu pokazali dosljednima.  Godine 2006. je samo u jednom istraživanju genetičke povezanosti više od 100 gena bilo povezano s astmom, a pronalazi ih se sve više.
Neke genske osobine mogu uzrokovati astmu samo u povezanosti s izlaganjem specifičnim čimbenicima okoliša. Primjer za to je specifični polimorfizam pojedinačnog nukleotida u CD14 regiji i izlaganje endotoksinu (izlučevini bakterija). Do izlaganja endotoksinu može doći iz više okolišnih izvora, poput dima cigarete, pasa i seoskih domaćinstava. Na opasnost od razvoja astme u takvim slučajevima utječu geni pojedinca i razina endotoksina kojoj je osoba izložena.

### Zdravstveni poremećaji
Trijada koja se sastoji od atopičnog ekcema, alergijskog rinitisa i astme naziva se atopijom. Najvažniji čimbenik rizika za razvoj astme je postojanje atopije u anamnezi; astma se puno češće razvija u osoba koje boluju ili od ekcema ili od peludne groznice. Astma je povezivana i s Churg–Strauss sindromom, autoimunosnom bolešću i s vaskulitisom. U osoba s određenim oblicima urtikarije također se mogu razviti simptomi astme.
Postoji povezanost između gojaznosti i opasnosti od razvoja astme, a i jedno i drugo posljednjih godina postaju sve učestaliji. U to može biti uključeno nekoliko čimbenika, uključujući smanjenu dišnu funkciju zbog povećanja masnog tkiva i činjenice da masno tkivo dovodi do sklonosti razvoju upale.
Lijekovi iz skupine beta blokatora, poput propranolola mogu, u podložnih pojedinaca izazvati astmu.  Međutim, primjena kardioselektivnih beta blokatora u bolesnika s blagom ili umjereno izaženom bolešću je, čini se, bezopasna. Ostali lijekovi koji mogu izazvati tegobe su aspirin i ostali nesteroidni protuupalni lijekovi i inhibitori angiotenzin konvertaze.

### Egzacerbacija
U nekih bolesnika astma je stabilna tjednima ili mjesecima, a potom iznenada dođe do akutnog napada. Bolesnici različito reagiraju na razne čimbenike. U većine bolesnika do teške egzacerbacije može doći zbog niza okidača.
U čimbenike koji mogu dovesti do egzacerbacije astme u vlastitom kućanstvu spadaju kućna prašina, životinjska perut (osobito s dlake mačaka i pasa), žoharski alergeni i plijesan.parfemi su česti uzrok akutnih napada u žena i djece, dok virusne i bakterijske infekcije gornjih dišnih putova mogu pogoršati bolest. Psihološki stres može pogoršati simptome; smatra se da stres podražava imunosni sustav i tako pojačava upalni odgovor u gornjim dišnim putovima na alergene i iritanse.

## Patofiziologija
Astma nastaje zbog kronične upale dišnih putova koja u konačnici dovodi do pojačanog stezanja glatkog mišićja u njihovoj stijenci. Ova je promjena jedan od čimbenika koji dovode do napada suženja dušnih putova i klasičnog simptoma zviždanja. Suženje je u tipičnim slučajevima reverziblino, uz liječenje i bez njega.U težim i kroničnim slučajevima dolazi do promjena u građi dišnih putova. Tipične promjene su povećanje broja eozinofila i zadebljanje lamine reticularis u bazalnoj membrani epitela, a kasnije može doći do zadebljanja mišićnog sloja u stijenci uz povećanje broja žlijezda koje izlučuju sluz.Druge upalne stanice koje se također nalaze su: T limfociti, makrofazi  i neutrofili. U reakciju mogu biti uključeni i drugi posrednici upale iz imunosnog sustava uključujući među ostalima i citokine, kemokine, histamin i leukotriene.

## Dijagnoza
Premda je astma dobro definirana bolest, o definiciji ne postoji jedinstveno mišljenje. Udruga Global Initiative for Asthma ju definira kao: "kroničnu upalnu bolest dišnih putova u koju su uključene mnoge stanice i njihovi dijelovi. Kronična upala je povezana s preosjetljivošću dišnih putova, koja dovodi do recidivirajućih napada zviždanja, gubitka daha, pritiska u prsima i kašljanja, osobito po noći ili u rano jutro. Ovi napadi su obično povezani s opsežnim, različito izraženim suženjem dišnih putova u plućima, koje se često povlači spontano, ili uz liječenje".
Trenutno ne postoji precizna pretraga, pa se dijagnoza zasniva na obrascu pojave simptoma i odgovoru na liječenje tijekom određenog vremenskog razdoblja. Na dijagnozu astme treba pomišljati ako u anamnezi postoje podaci o recidivirajućem zviždanju, kašljanju ili otežanom disanju, te ako se ti simptomi pojavljuju ili pojačavaju zbog tjelovježbe, virusnih infekcija, alergena ili zagađenja zraka. Za potvrđivanje dijagnoze koristi se spirometrija. U djece životne dobi ispod šest godina, postavljanje dijagnoze je teže, jer su premlada za pretragu spirometrijom.

### Spirometrija
Kao pomoćna pretraga za postavljanje dijagnoze astme preporučuje se spirometrija. Ona je najbolja pojedinačna pretraga za postavljanje dijagnoze astme. Dijagnozu podupire povećanje FEV-a1 izmjerenog ovom pretragom za više od 12% nakon primjene bronhodilatatora kao što je salbutamol. Međutim, ovaj postupak može pokazati normalne rezulate u osoba koje u anamnezi imaju blagi oblik astme, koja u tom trenutku nije aktivna.Mjerenje izdisajnog kapaciteta  može pomoći u razlikovanju astme od KOPB. Za nadzor bolesti preporučuje se ponoviti spirometriju svakih godinu do dvije dana.

### Ostale
Metakolinski test se sastoji od udisanja povećanih koncentracija tvari koja uzrokuje suženje dišnih putova u osoba koje su tome sklone. Ako je on negativan, znači da se ne radi o astmi, međutim pozitivni rezultat nije specifičan za astmu.
Drugi nalazi koji podupiru dijagnozu astme su: razlika ≥20% u vrhuncu ekspiracijskog volumena mjerenog najmanje tri dana u tjednu, tijekom najmanje dva tjedna, povećanje za ≥20% te vrijednosti nakon primjene ili salbutamola, inhalacijskih kortikosteroida ili prednizona, ili smanjenje za ≥20% nakon izlaganja okidaču. Mjerenje vrhunca ekspiracijskog volumena je podložno većim razlikama od spirometrije pa se stoga ne proporučuje za rutinsko postavljanje dijagnoze. Ono može biti korisno za dnevnu samokontrolu u bolesnika s umjerenom do teškom bolešću, kao i za provjeru učinkovitosti novoprimijenjenih lijekova, te kao pomoćna metoda za određivanje liječenja kod akutnih egzacerbacija bolesti.

### Klasifikacija
| Izraženost      | Učestalost simptoma | Noćni simptomi    | %FEV1 od predviđenog | FEV1 varijabilnost | SABA primjena  |
| --------------- | ------------------- | ----------------- | -------------------- | ------------------ | -------------- |
| Povremena       | ≤2/tjedan           | ≤2/mjesec         | ≥80%                 | <20%               | ≤2 dana/tjedan |
| Blaga trajna    | >2/tjedan           | 3–4/mjesec        | ≥80%                 | 20–30%             | >2 dana/tjedan |
| Umjerena trajna | Svakodnevno         | >1/tjedan         | 60–80%               | >30%               | svakodnevno    |
| Teška trajna    | Neprekidno          | Često (7×/tjedan) | <60%                 | >30%               | ≥dvaput/dnevno |

Astma se klinički klasificira prema učestalosti simptoma, forsiranom ekspiratornom volumenu u jednoj sekundi (FEV1) i vrhuncu ekspiracijskog volumena. Astma se također može podijeliti na atopičnu (ekstrinzičnu) i neatopičnu (intrizičnu) na osnovi toga jesu li simptomi izazvani alergenima (atopična) ili nisu (neatopična). Premda se astma klasificira na osnovi simptoma, trenutno osim spomenutoga, ne postoji jasan način za podpodjelu na podskupine. Utvrđivanje podskupina koje dobro reagiraju na različite načine liječenja je trenutni važan cilj istraživanja astme.
Premda je astma kronična opstruktivna bolest, ona se ne ubraja u kronične opstruktivne plućne bolesti jer se ovaj pojam specifično odnosi na ireverzibilne bolesti pluća kao što su bronhiektazije,kronični bronhitis i emfizem. Za razliku od ovih bolesti, suženje dišnih putova je kod astme obično reverzibilno; međutim, bez liječenja kronične upalne promjene u astmi mogu dovesti i do kronične opstrukcije zbog promjena u građi dišnih putova. Za razliku od emfizema, astma zahvaća bronhe, a ne alveole.

#### Egzacerbacija astme
| Skoro smrtonosna                               | Visoki PaCO2 i/ili potreba za mehaničkom ventilacijom       | Visoki PaCO2 i/ili potreba za mehaničkom ventilacijom |
| Prijeteći (bilo što od)                        |                                                             |                                                       |
| Klinički znakovi                               | Mjerenja                                                    |                                                       |
| Promjene svijesti                              | Vrhunac izdisaja< 33%                                       |                                                       |
| Iscrpljenost                                   | Zasićenje kisikom < 92%                                     |                                                       |
| Aritmija                                       | PaO2 < 8 kPa                                                |                                                       |
| Niski krvni tlak                               | "Normalni" PaCO2                                            |                                                       |
| Cijanoza                                       |                                                             |                                                       |
| Nečujno disanje                                |                                                             |                                                       |
| Jako naprezanje pri disanju                    |                                                             |                                                       |
| Akutni teški (bilo što od)                     |                                                             |                                                       |
| Vrhunac izdisaja 33–50%                        |                                                             |                                                       |
| Disanje ≥ 25 udisaja u minuti                  |                                                             |                                                       |
| Frekvencija srca ≥ 110 u minuti                |                                                             |                                                       |
| Nemogućnost izgovaranja rečenice u jednom dahu |                                                             |                                                       |
| Umjereni                                       | Sve izraženiji simptomi                                     | Sve izraženiji simptomi                               |
| Umjereni                                       | Vrhunac udisaja najviše ili 50–80% od predviđenog maksimuma |                                                       |
| Umjereni                                       | Bez osobina akutne teške astme                              |                                                       |

Egzacerbacija akutne astme obično se naziva napadom astme. Klasični simptomi su kratkoća daha, zviždanje i stezanje u prsima. Premda su ovi simptomi primarni simptomi astme, neki bolesnici ponajprije kašlju, a u teškim slučajevima protok zraka može biti ozbiljno ugrožen, tako da se ne čuje ni zviždanje.
Znakovi koji se pojavljuju tijekom napada astme su naprezanje pomoćnih dišnih mišića (M. sternocleidomastoideus i skalenskih mišića vrata), može postojati paradoksalni puls (puls koji je slabiji za vrijeme udisaja a jači za vrijeme izdisaja) i prenapuhavanje prsnog koša. Zbog nedostatka kisika može se pojaviti i plavičasto obojenje kože i noktiju.
U blažoj egzacerbaciji vrhunac ekspiracijskog volumena (PEFR) iznosi ≥200 L/min ili ≥50% od predviđenog maksimuma. Umjerena egzacerbacija se definira vrijednošću između 80 i 200 L/min ili između 25% i 50% predviđenog maksimuma, dok se teška definira vrijednošću ≤80 L/min ili ≤25 % predviđenog maksimuma.
Akutna teška astma, koja se prije nazivala 'status asthmaticus', je akutna egzacerbacija astme koja ne odgovara na uobičajeno liječenje bronhodilatatorima i kortikosteroidima. Polovica slučajeva je uzrokovana infekcijama, dok je ostatak uzrokovan alergenima, zagađenjem zraka ili nedovoljnom ili neodgovarajućom primjenom lijekova.
Krhka astma je oblik astme obilježen recidivirajućim, teškim napadima. Oblik krhke astme tipa 1 je bolest s velikim rasponom vrhunca ekspirija, unatoč intenzivnoj primjeni lijekova. Oblik krhke astme tipa 2 je u osnovi dobro nadzirana astma s iznenadnim, naglim egzacerbacijama.

#### Tjelovježba
Tjelovježba može potaknuti bronhokonstrikciju u ljudi koji boluju od astme, ali i u onih koji od nje ne boluju. Do bromhokonstrikcije zbog tjelovježbe dolazi u većine bolesnika s astmom i u do 20% osoba koje od nje ne boluju. Češće se pojavljuje u vrhunskih sportaša, s učestalošću od 3%  u vozača boba do 50% u biciklista i 60% u skijaša koji se bave skijaškim trčanjem. Premda se može pojaviti u bilo kakvim vremenskim prilikama, češća je pri suhom i hladnom vremenu. Čini se kako inhalacija beta2-agonista ne poboljšava športska dostignuća u sportaša koji ne boluju od astme, međutim peroralna primjena može povećati izdržljivost i snagu.

#### Profesionalna izloženost
Astma nastala (ili pogoršana) zbog radnog okoliša je česta profesionalna bolest. Međutim, mnogi se slučajevi ne prijavljuju ili ne prepoznaju. Procjenjuje se da je 5–25% slučajeva astme u odraslih povezano s profesionalnom izloženošću nekim čimbenicima. Okrivljeno je nekoliko stotina različitih čimbenika, a najčešći su: izocijanati, prašina žitarica i drveta, kolofonij, pasta za poliranje metala, lateks, životinje i aldehidi. Poslovi koji su povezani s najvećom opasnošću od tegoba su: osobe koje slikaju sprejevima, pekari i osobe uključene u obradu hrane, medicinske sestre, radnici u kemijskoj industriji, oni koji rade sa životinjama, zavarivači, frizeri i radnici u pilanama.

### Diferencijalna dijagnoza
Mnoge druge bolesti mogu uzrokovati simptome slične simptomima astme. U djece, u obzir dolaze bolesti gornjih dišnih putova poput alergijskog rinitisa i sinusitisa, kao i drugi uzroci opstrukcije dišnih putova kao što je: aspiracija stranog tijela, stenoza dušnika ililaringotraheomalacija, žilni prstenovi, povećani limfni čvorovi ili mase na vratu. U odraslih u obzir dolaze KOPB, kongestivno zatajenje srca, tumori u dišnim putovima kao i kašalj uzrokovan uporabom ACE inhibitora. I u djece i u odraslih se na sličan način očituje i disfunkcija glasnica.
Kronična opstruktivna plućna bolest može postojati istovremeno s astmom, ili se razviti kao komplikacija kronične astme. Nakon 65 godina života, većina bolesnika s opstruktivnom bolešću dišnih putova bolovat će i od astme i od KOPB-a. U takvim okolnostima, KOPB se može razlikovati na osnovi povećanog broja neutrofila u dišnim putovima, zadebljanja stijenke bronha i zadebljanja sloja glatkih mišića u stijenci. Međutim, pretrage u tom smislu se ne izvode jer se KOPB i astma liječe na sličan način: kortikosteroidima, beta agonistima dugotrajnog djelovanja i prestankom pušenja. Simptomi KOPB-a jako nalikuju na simptome astme, povezani su s većom izloženošću dimu cigareta, starijom životnom dobi, slabijim povlačenjem simptoma nakon primjene bronhodilatatora i rjeđom povezanosću s obiteljskom anamnezom atopije.

## Prevencija
Dokazi o učinkovitosti postupaka za prevenciju razvoja astme su slabi. Obećavajući postupci su: ograničenje izlaganja dimu cigareta, kako in utero, tako i nakon porođaja, dojenje te boravak u jaslicama ili u većim obiteljima, ali niti jedan od njih nije dovoljno dobro potkrijepljen da bi ga se moglo preporučiti. Koristan može biti i rani kontakt s kućnim ljubimcima. Rezultati o povoljnom učinku izlaganja kućnim ljubimcima, međutim, nisu čvrsti te se preporučuje da osoba sa simptomima alergije odstrani kućnog ljubimca (ako ga ima) iz svog kućanstva. Prehrambena ograničenja tijekom trudnoće ili dojenja nisu se pokazala učinkovitima te se stoga ne preporučuju. Smanjenje ili odstranjenje podražavajućih spojeva iz radnog okoliša može imati pozitivan učinak.

## Liječenje
Premda se astma ne može izliječiti, simptomi se u tipičnim slučajevima mogu ublažiti. Potrebno je učiniti specifični, individualno prilgođeni plan za proaktivno praćenje i liječenje simptoma. On treba obuhvaćati smanjeno izlaganje alergenima, pretrage za određivanje izraženosti simptoma i primjenu lijekova. Plan treba zabilježiti, te savjetovati prilagođavanje liječenja, ovisno o promjenama izraženosti simptoma.
Najučinkovitije pri liječnju astme je pronalaženje okidača, kao što su dim cigareta, kućni ljubimci ili aspirin, te ih izbjegavati. Ako je izbjegavanje okidača nedovoljno, preporučuje se primjena lijekova. Odabir lijeka se, između ostaloga, zasniva na izraženosti bolesti i učestalosti simptoma. Specifični lijekovi za astmu se široko dijele u skupinu lijekova brzog djelovanja i skupinu lijekova sporog djelovanja.
Bronhodilatatori se preporučuju za kratkotrajno ublažavanje simptoma. U osoba s povremenim napadima, nije potrebno nikakvo drugo liječenje. Kod blage trajne bolesti (više od dva napada tjedno) preporučuje se primjena niskih doza inhalacijskih kortikosteroioda, ili oralna primjena antagonista leukotriena ili stabilizatora mastocita. U bolesnika sa svakodnevnim napadima, primjenjuje se veća doza inhalacijskih kortikosteroida. Pri umjerenoj ili jakoj egzacerbaciji, ovim se lijekovima dodaje i oralna primjena kortikosteroida.

### Promjene načina života
Za bolji nadzor nad bolešću i izbjegavanje napada, ključno je izbjegavanje okidača. Najčešći okidači su alergeni, dim (cigareta i drugih izvora), zagađenje zraka,neselektivni beta blokatori i hrana koja sadrži sulfite. Pušenje cigareta i pasivno pušenje mogu smanjiti učinkovitost lijekova poput kortikosteroida. Nadzor nad grinjama iz prašine, uključujući pročiščavanje zraka, kemikalije protiv njih, usisavanje madraca i prekrivača, te druge metode nemaju učinka na simptome astme.

### Lijekovi
Lijekovi za liječenje astme dijele se u dvije glavne skupine: lijekovi koji brzo ublažavaju akutne simptome i lijekove kojima se dugotrajno sprječava egzacerbacija bolesti.
Brzo djelujući
- Kratkotrajno djelujući beta2- agonisti adrenergičkih receptora (SABA) kao što je salbutamol (albuterol u SAD-u) predstavlja lijek izbora za liječenje simptoma astme.[8]
- antikolinergički lijekovi kao što je ipratropij bromid imaju dodatno djelovanje kad se koriste u kombinaciji sa SABA-om u liječenju umjerenih ili izraženih simptoma.[8] Antikolinergički bronhodilatatori također se mogu primjenjivati u bolesnika koji ne podnose liječenje SABA-om.[70]
- Stariji, manje selektivni agonisti adrenergičkih receptora, kao što je inhalacijski adrenalin pokazuju učinkovitost nalik na SABA,[103] ali se njihova primjena ne preporučuje zbog mogućih učinaka na srce.[104]

Za dugotrajni nadzor
- Kortikosteroidi se općenito smatraju najučinkovitijim postojećim lijekovima za dugotrajno liječenje.[97] Obično se primjenjuju inhalacijski, osim u slučajevima teške trajne bolesti, kod koje može biti potrebna i oralna primjena kortikosteroida.[97] Najčešće se preporučuje da se inhalacijski lijekovi primjenjuju jednom do dvaput dnevno, ovisno o izraženosti simptoma.[105]
- Beta-adrenoreceptorski agonisti dugotrajnog djelovanja (LABA) kao što su salmeterol i formoterol mogu, kad se primjenjuju u kombinaciji s inhalacijskim kortikosteroidima poboljšati nadzor nad astmom, barem u odraslih bolesnika,[106] dok u djece ovakav učinak nije potvrđen.[106][107] Kad se primjenjuju bez steroida, opasnost od teških neželjenih učinaka se povećava,[108] a ona postoji i kad se kombiniraju s kortikosteroidima.[109][110]
- Antagonisti leukotriena (kao što su montelukast i zafirlukast) mogu se primjenjivati uz inhalacijske kortikosteroide, također tipično uz LABA.[97] Za primjenu u akutnim egzacerbacijama nema dovoljno dokaza.[111][112] Njima se, u djece ispod pet godina života kao dodatnom liječenju daje prednost nakon primjene inhalacijskih kortikosteroida.[113]
- Stabilizatori mastocita (kao što je kromolin natrij) predstavljaju još jednu mogućnost liječenja, no kojoj se ne daje prednost pred kortikosteroidima.[97]

Načini primjene
Lijekovi se tipično proizvode u obliku inhalatora u kombinaciji s dodatnim spremnikom, ili kao inhalatori praška. Spremnik je plastični cilindar u kojem se lijek miješa sa zrakom, omogućujući uspješniju primjenu cjelokupne doze lijeka. Može se koristiti i nebulizator. U bolesnika s blagim do umjerenim simptomima primjena putem nebulizatora i spremnika jednako je učinkovita, međutim ne postoji dovoljno dokaza o tome da li se njihova učinkovitost razlikuje u bolesnika s jako izraženim simptomima.
Neželjeni učinci
Dugotrajna uporaba uobičajenih doza inhalacijskih kortikosteroida nosi malu opasnost od neželjenih učinaka., a opasnosti su razvoj katarakte i blaga tjelesna atrofija.

### Ostalo
Kad astma ne reagira na uobičajene lijekove, za hitno liječenje, kao i za prevenciju napada postoje i druge mogućnosti. U hitnim slučajevima primjenjuju se:
- Kisik čime se ublažava hipoksija, ako zasićenje kisikom padne ispod 92%.[117]
- Magnezijev sulfat koji primijenjen intravenski ima bronhodilatacijski učinak kad se primjenjuje uz druge oblike liječenja teškog akutnog napada astme.[118][119]
- Heliox, mješavina helija i kisika dolazi u obzir u teškim slučajevima koji ne reagiraju na liječenje.[118]
- Intravenska primjena salbutamola nije potkrijepljena dokazima, te se stoga rabi samo u ekstremnim slučajevima.[117]
- Metilksantini (kao što je teofilin) su se u prošlosti obilato primjenjivali, no oni ne doprinose značajno učincima inhalacijskih beta agonista.[117] Njihova primjena u akutnim egzacerbacijama je predmet rasprave.[120]
- Disocijativni anestetik ketamin je teoretski koristan, ako je, u bolesnika pred zastojem disanja potrebno učiniti intubaciju i mehaničku ventilaciju; međutim, nema kliničkih istraživanja koja bi poduprla ovu primjenu.[121]

U bolesnika s teškom trajnom astmom, kojima ne pomažu inhalacijski kortikosteroidi niti LABA, u obzir dolazi bronhalna termoplastika. Ona predstavlja dovođenje određene toplinske energije bronhima, putem niza bronhoskopija. Premda u prvim mjesecima izvođenja može doći do učestalijih egzacerbacija, čini se da im se učestalost kasnije smanjuje. Učinci nakon godinu dana ovakvog liječenja nisu poznati.

### Alternativne metode
Mnogi bolesnici s astmom, kao i oni s drugim kroničnim bolestima, pribjegavaju alternativnim metodama liječenja; istraživanja pokazuju da neki oblik neslužbenog liječenja koristi oko 50% bolesnika. Za potvrdu učinkovitosti većine metoda nema dovoljno podataka, primjerice za potvrđivanje učinkovitosti primjene vitamina C. Akupunktura se također ne preporučuje, jer ni za njezinu učinkovitost ne postoji dovoljno dokaza. Nema dokaza da ionizatori zraka ublažavaju simptome astme, niti da poboljšavaju plućnu funkciju, a ova tvrdnja vrijedi i za proizvođače pozitivnih i negativnih iona.
Za "ručne metode liječenja”, kao što su osteopatija, kiropraksa, fizioterapija i respiratorna fizioterapija također ne postoji dovoljno dokaza o učinkovitosti pri liječenju astme. Buteyko metoda disanja za ublažavanje hiperventilacije može dovesti do smanjene potrebe za primjenom lijekova, ali nema učinka na funkciju pluća.  Zbog toga je mišljenje skupine stručnjaka da su dokazi o njezinoj učinkovitosti nedovoljni.

## Prognoza
| ██ no data ██ <100 ██ 100–150 ██ 150–200 ██ 200–250 ██ 250–300 ██ 300–350 | ██ 350–400 ██ 400–450 ██ 450–500 ██ 500–550 ██ 550–600 ██ >600 |

Prognoza astme je općenito dobra, osobito u djece s blagom bolešću. Smrtnost od astme se posljednjih desetljeća smanjila, zbog boljeg prepoznavanja i liječenja. Širom svijeta, od 2004., astma uzrokuje umjerenu do tešku onesposobljenost u 19,4 milijuna ljudi (od čega 16 milijuna u zemljama s niskim ili srednjim prihodima). Od slučajeva astme dijagnosticiranih u djetinjstvu, nakon deset godina, u polovici slučajeva se dijagnoza više ne potvrđuje. I dalje se opaža promjena građe dišnih putova, ali nije poznato jesu li ove promjene korisne ili štetne. Čini se da rano liječenje kortikosteroidima sprječava ili poboljšava smanjenu funkciju pluća.

## Epidemiologija
| ██ no data ██ <1% ██ 1-2% ██ 2-3% ██ 3-4% ██ 4-5% ██ 5-6% | ██ 6-7% ██ 7-8% ██ 8-10% ██ 10-12.5% ██ 12.5–15% ██ >15% |

U 2011. u svijetu je od astme bolovalo 235–300 milijuna ljudi, a godišnje je od nje umrlo oko 250 000 ljudi. Stope se razlikuju između pojedinih zemalja, s prevalencijom između 1 i 18%, a češća je u razvijenim zemljama nego u zemljama u razvoju. Niže stope se uočavaju u Aziji, istočnoj Europi i Africi. Među razvijenim zemljama, češća je u onima koje su manje razvijene, za razliku od zemalja u razvoju, gdje je češća u onima bogatijima. Razlog ovih razlika nije poznat. Više od 80% smrtnih slučajeva zbiva se u zemljama s niskim i srednjim prihodima.
Premda je astma dvostruko češća u dječaka nego u djevojčica, izražena se astma pojavljuje u oba spola podjednako. Za razliku od toga, u odraslih je astma češća u žena nego u muškaraca i češća je u mladih nego u starih osoba.
Globalne stope obolijevanja od astme značajno su se povećale u razdoblju od 1960-ih godina do 2008., a prepoznata je kao veliki javnozdravstveni problem od 1970-ih godina. U razvijenom dijelu svijeta stope obolijevanja od astme od 1990-ih godina dosegle su plato, a do nedavnih povećanja stopa došlo je ponajprije u zemljama u razvoju. U SAD-u od astme boluje oko 7% stanovništva dok u Velikoj Britaniji taj broj iznosi 5%. U Kanadi, Australiji i Novom Zelandu, stope se kreću oko 14–15%.

## Povijest
Astma je prepoznata još u starom Egiptu, a liječena je napitkom mješavine tamjana poznatom pod nazivom kyphi. Bolesti je ime nadjenuo Hipokrat oko 450. pr. Kr., pri čemu grčka riječ za zaduhu čini osnovu njezinog današnjeg naziva. Oko 200. godine pr. Kr. smatralo se da je, barem djelomice, uzrokovana osjećajima.
Godine 1873., patofiziologiju ove bolesti pokušalo se objasniti jednim od prvih članaka o ovoj bolesti u modernoj medicini, a u drugom članku iz 1872. je zaključeno kako se astma može izliječiti masti kloroforma u stijenku prsnog koša. Liječenje lijekovima iz 1880. sastojalo se od intravenske primjene lijeka pilokarpina. F.H. Bosworth je 1886. pretpostavio povezanost astme i peludne groznice. Adrenalin se za liječenje astme prvi puta spominje 1905. godine. Oralno liječenje kortikosteroidima je započeto 1950-ih godina, a selektivni beta agonisti kratkotrajnog djelovanja ušli su u široku uporabu 1960-ih godina prošlog stoljeća.
U razdoblju od 1930-ih do 1950-ih godina, astma je bila poznata kao jedan od “svete sedmorice” psihosomatskih bolesti. Smatralo se da je njezin uzrok psihološke prirode, pa se liječenje često zasnivalo na psihoanalizi i drugim metodama razgovora. Budući da su tadašnji psihoanalitičari astmatično zviždanje tumačili kao plač djeteta za majkom, smatrali su kako je liječenje depresije posebice važno u bolesnika s astmom.

## Vanjske poveznice
- PLIVAzdravlje - Astma
- National Asthma Education and Prevention Program (NAEPP). 2007. Expert Panel Report 3: Guidelines for the Diagnosis and Management of Asthma (PDF). National Heart Lung and Blood Institute
- British Guideline on the Management of Asthma (PDF). British Thoracic Society. 2008 (revised 2012). Inačica izvorne stranice (PDF) arhivirana 19. kolovoza 2008. Pristupljeno 21. lipnja 2013. Provjerite vrijednost datuma u parametru: |year= (pomoć)
- Global Strategy for Asthma Management and Prevention (PDF). Global Initiative for Asthma. 2011. Inačica izvorne stranice (PDF) arhivirana 20. studenoga 2012. Pristupljeno 21. lipnja 2013.

|  | Molimo pročitajte upozorenje o korištenju medicinskih informacija. Ne provodite liječenje bez savjetovanja s liječnikom! |